# تشارلز بيركنز (لاعب كرة قدم)
تشارلز بيركنز (بالإنجليزية: Charles Perkins)‏ هو مدرب كرة قدم ولاعب كرة قدم أسترالي، ولد في 16 يونيو 1936 في أليس سبرينغز في أستراليا، وتوفي في 19 أكتوبر 2000 في سيدني في أستراليا. لعب مع أدلايد رايدرز ونادي إيفرتون ونادي سيدني أوليمبيك.

## وصلات خارجية
- تشارلز بيركنز على موقع الموسوعة البريطانية (الإنجليزية)